# سارة ميجر
سارة ميجر (بالإنجليزية: Sarah Major)‏ هي ممثلة نيوزيلندية، ولدت في 22 أغسطس 1988 في نيوزيلندا.

## وصلات خارجية
- سارة ميجر على موقع IMDb (الإنجليزية)
- سارة ميجر على موقع قاعدة بيانات الفيلم (الإنجليزية)